# 5738 Billpickering
Az 5738 Billpickering (ideiglenes jelöléssel 1989 UY3) egy marsközeli kisbolygó. Eleanor F. Helin fedezte fel 1989. október 27-én.